# Пермская соборная мечеть
Пермская соборная мечеть — первая мечеть в Перми. Расположена на углу улиц Монастырской и Осинской. Адрес — ул. Осинская, д. 5/ул. Монастырская, д. 67. Мечеть-джами с купольным залом и минаретом над входом.

## История
Здание было построено в 1902—1903 гг. по проекту архитектора А. И. Ожегова в формах эклектики. Здание было построено на деньги богатых купцов, в том числе Агафуровых, Тимкиных, Ибатуллиных и др. В XIX веке именно в районе, где располагалась мечеть, проживала значительная часть мусульман города.
26 сентября 1903 г. происходило освящение мечети.
Первыми служителями в мечети были ахун Нурулла Хайризманов, Мухамет-Закир Тухметов, Зиганьша Ибатуллин и Гатаул Мухаматшин.
В 1939 году был образован Пермский областной архив КПСС, с июня 1940 года он разместился в здании мечети. Там он находился до 1986 года, когда был перемещён в специально построенное для него здание.
В 1990 году мечеть была вновь передана верующим.
В настоящее время в Пермской мечети проходят все главные мусульманские события и праздники. Так, становится традиционным праздничный намаз в Соборной мечети г. Перми по случаю праздника Курбан-байрам.
8 января 2010 года прошли моления по погибшим в ночном клубе «Хромая лошадь».